# أ. جاي إليس
أ. جاي إليس (بالإنجليزية: A. J. Ellis)‏ هو لاعب كرة قاعدة أمريكي، ولد في 9 أبريل 1981 في كاب جيراردو في الولايات المتحدة.

## وصلات خارجية
- أ. جاي إليس على موقع دوري كرة القاعدة الرئيسي (الإنجليزية)
- أ. جاي إليس على موقعبيزبول رفرنس.كوم (الدوري الرئيسي) (الإنجليزية)
- أ. جاي إليس على موقعبيزبول رفرنس.كوم (الدوري الثانوي) (الإنجليزية)
- أ. جاي إليس على موقع إي إس بي إن.كوم (أم.أل.بي) (الإنجليزية)
- أ. جاي إليس على موقع مشجعي الرسوم البيانية (الإنجليزية)